# William F. Dean
Pour les articles homonymes, voir Dean.
William Frishe Dean, Sr., né le 1er août 1899 à Carlyle et mort le 24 août 1981 à San Francisco, est un major-général de l'armée des États-Unis lors de la Seconde Guerre mondiale et de la guerre de Corée. Récipiendaire de la Distinguished Service Cross, Distinguished Service Medal, Legion of Merit et de la Bronze Star pour ses actions lors du second conflit mondial.
Il a reçu la Medal of Honor pour ses actions des 20 et 21 juillet 1950 au cours de la bataille de Daejeon en Corée du Sud.
Il est le plus haut officier américain capturé par les Coréens du Nord au cours de la guerre de Corée. Libéré après la signature de l'armistice de Panmunjeom en 1953, Dean prend sa retraite deux ans plus tard. Il meurt en 1981 et est enterré au cimetière national de San Francisco.